# Szintigrafie

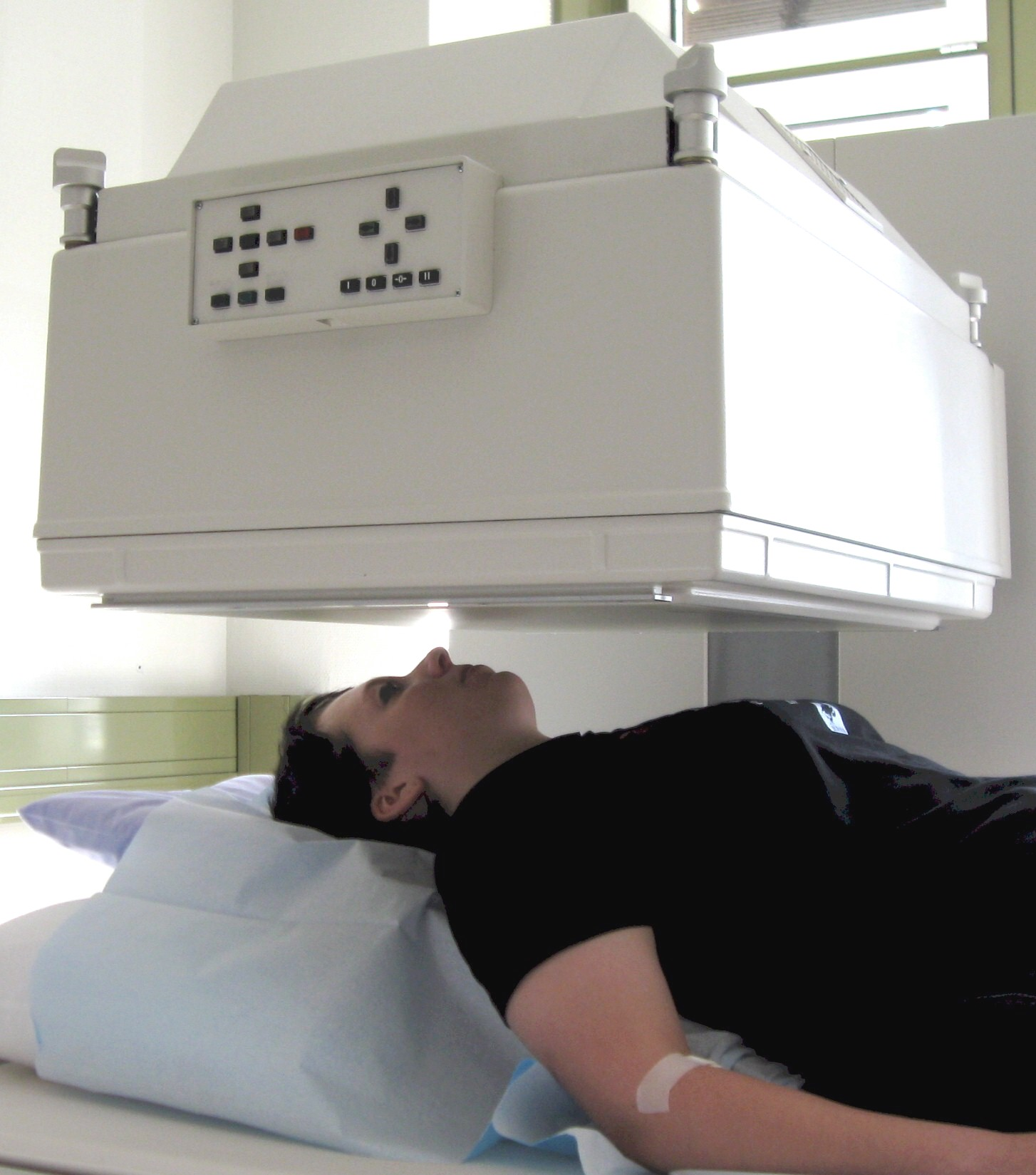
Patient unter Gammakamera (Schilddrüsen-Szintigraphie).

Die Szintigrafie oder Szintigraphie (von lateinisch scintillare „blitzen, funkeln“ [zu scintilla „Funke“] und -graphie) ist ein bildgebendes Verfahren der nuklearmedizinischen Funktions- und Lokalisationsdiagnostik. Das dabei nach Gabe eines Radiopharmakons mit organspezifischer Verteilung entstandene Bild nennt man Szintigramm.
Für ein Szintigramm wird ein radioaktiv markierter Stoff (Radiopharmakon) in den Körper eingebracht, der sich im zu untersuchenden Zielorgan anreichert und anschließend mit einer Gammakamera, von der die abgegebene Strahlung gemessen wird, sichtbar gemacht wird. Die Methode eignet sich nicht nur zur Lokalisationsdiagnostik beispielsweise von Entzündungsherden im Skelett (Skelettszintigrafie), sondern auch zur Erkennung und Darstellung eines vermehrten Stoffwechsels. Da der zeitliche Ablauf von Aufnahme und Ausscheidung der strahlenden Substanz aufgezeichnet werden kann, lassen sich Informationen über die Funktion von Organen beispielsweise in der Nierenfunktionsszintigrafie oder Herzszintigrafie gewinnen. Die Strahlenbelastung ist bei diesen Untersuchungen meist geringer als bei den vergleichbaren Röntgenuntersuchungen. In Deutschland werden wöchentlich etwa 60.000 Szintigrafien durchgeführt.

## Prinzip

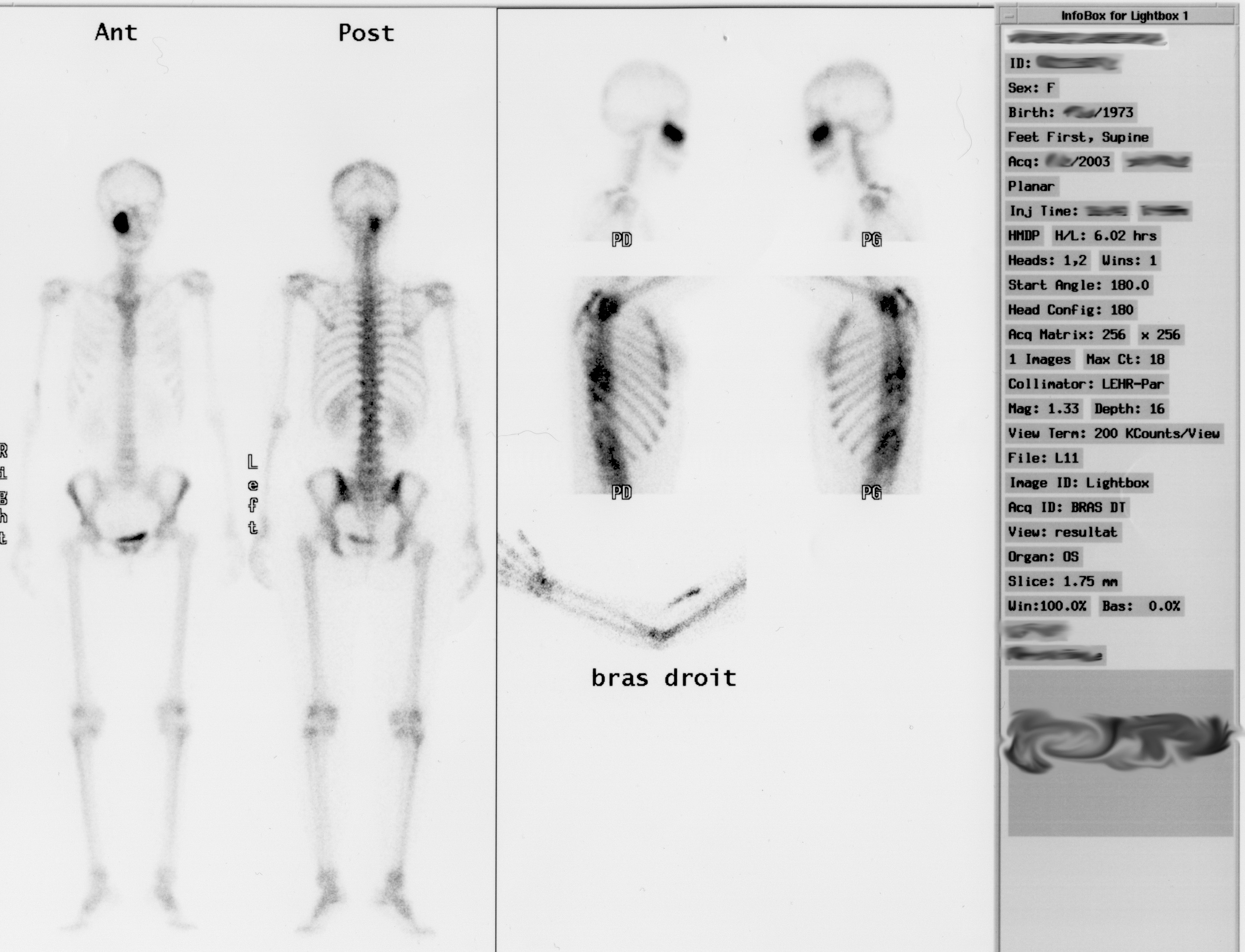
Ganzkörperbild einer Patientin (Läsion im Schädel).

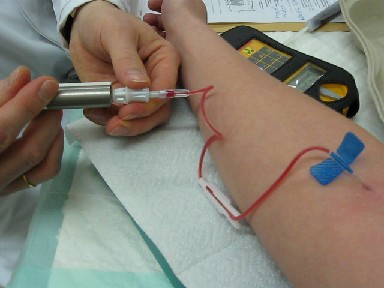
Injektion von ^{99m}Tc. Die Spritze mit dem Radionuklid ist von einer Abschirmung umgeben.

Die Bildgebung beruht auf der Verabreichung von Radiopharmaka, d. h. Stoffen, die radioaktiv markiert sind. Dabei werden solche Stoffe verwendet, die sich in dem zu untersuchenden Gewebe besonders gut anreichern. Man spricht dabei von einem Tracer (Indikator).
Verwendet werden Radiopharmaka, die Gammastrahlen aussenden. Die Radionuklide reichern sich, je nach chemischer und biologischer Beschaffenheit, in bestimmten Körperorganen an (z. B. Schilddrüse, Herz, Leber, 
Niere, Lunge, Gehirn, Knochen). Bei der Skelettszintigrafie werden beispielsweise Bisphosphonate verwendet, die infolge des Stoffwechsels in die Knochensubstanz eingebaut werden. Als radioaktiver Marker dient meist das Technetium-Isotop 99mTc.
Mithilfe eines Scanners oder einer Gammakamera kann die ausgesandte Strahlung detektiert (nachgewiesen) und in ein farbvisualisiertes Bild umgesetzt werden. Zur Detektion dient ein Szintillationskristall, der beim Auftreffen der Gammaquanten Lichtblitze erzeugt. „Szinti-“ kommt vom lateinischen scintillare und bedeutet „blitzen, funkeln“; daher der Name „Szintigrafie“. Die Lichtblitze aus den Kristallen werden in elektronische Signale umgewandelt und entsprechend der Häufigkeit als Bildpunkte in Schwärzungsgraden dargestellt. Die Darstellung der untersuchten Organe kann entweder flächig (planar) erfolgen oder mittels SPECT; bei der letzteren werden mehrere Aufnahmen derselben Körperregion aus verschiedenen Winkeln angefertigt und aus den gewonnenen Daten ein dreidimensionales Modell errechnet, das Schnittbilder wie in einer Computertomografie ermöglicht.

## Anwendung

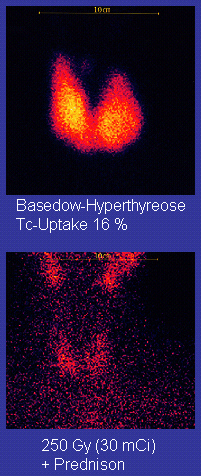
Szintigrafie eines Patienten mit M. Basedow vor und nach Radiojodtherapie

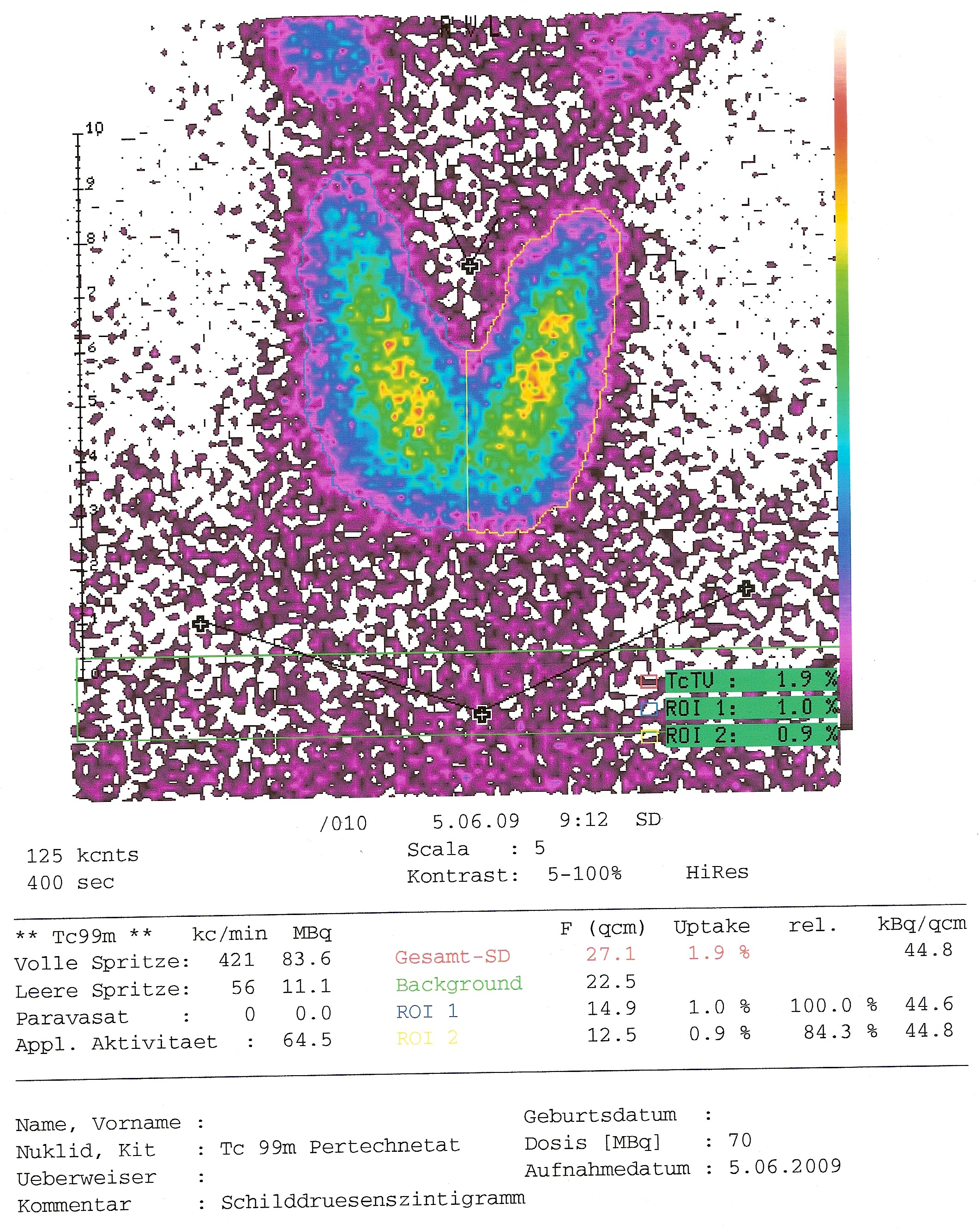
Szintigraphie einer Schilddrüse mit Uptake und Größe im oberen Normbereich. Oberhalb der SD sind die Unterkieferspeicheldrüsen zu erkennen.

Anwendung findet die Szintigrafie beispielsweise in der Tumordiagnostik. Der radioaktiv markierte Tracer wird sich vorzugsweise in Gewebe anreichern, das einen erhöhten Stoffwechsel aufweist und daher stärker vaskularisiert (durchblutet) ist („Hot Spot“). Das ist typisch für Tumorgewebe. Im Szintigramm erscheinen diese Gewebepartien dunkler oder stärker/anders gefärbt.
Bei Fragestellungen, die sich auf das Skelettsystem beziehen, lässt sich mit diesem Vorgehen sehr schnell ein umfassender Überblick gewinnen, unklare Befunde können präzisiert werden. Besteht etwa der Verdacht einer gelockerten Endoprothese, weist die Szintigrafie das sicher nach oder schließt es aus. Der Aktivitätszustand und das Verteilungsmuster einer rheumatischen Erkrankung lässt sich abschätzen, die Frage nach Skelettmetastasen lässt sich beantworten.
Es ist auch möglich, mit dieser Methode einen erhöhten oder verminderten Stoffwechsel von Nicht-Tumorgewebe zu diagnostizieren, beispielsweise bei der Schilddrüsenuntersuchung. Ein Beispiel dazu zeigt die nebenstehende Abbildung.
Eine weitere Anwendungsmöglichkeit findet sich in der Kinder- und Jugendmedizin: Besteht bei Kindern, insbesondere Säuglingen, der Verdacht auf Misshandlung (Battered-Child-Syndrom – häufige klinische Angabe „Sturz von der Wickelkommode“), so kann eine Szintigrafie erhöhte Knochenstoffwechselvorgänge feststellen, die als Reparaturmaßnahme des Knochens vorkommen. Es ist so möglich, Rückschlüsse auf die Anwendung äußerer Gewalt zu ziehen. Dazu müssen die Knochen nicht gebrochen sein, schon leichte Prellungen können mithilfe der Szintigrafie nachgewiesen werden.
Die Zeitspanne für die Untersuchungen beträgt – abhängig von den zugrundeliegenden physiologischen Prozessen – zum Teil mehrere Stunden; bei der Skelettszintigrafie z. B. können drei bis vier Stunden von der Gabe des Radiopharmakons bis zum Abschluss der Aufnahmen angesetzt werden. Für die Aufnahme selbst liegt der Patient, abhängig von Fragestellung und Gerät, 10 bis 30 Minuten still unter der Gammakamera. 
Die Strahlenexposition variiert je nach Untersuchung und liegt zum Beispiel für eine Schilddrüsen-Szintigrafie in der Höhe einer einfachen Röntgenaufnahme (etwa 0,5 mSv), für eine Skelettszintigrafie bei etwa 2,2–3,2 mSv und für die meisten Untersuchungen unterhalb einer umfangreicheren Computertomografie (etwa 5 bis 20 mSv), in Einzelfällen auch darüber. Die Indikation zu einer nuklearmedizinischen Untersuchung ist bei Kindern und Jugendlichen streng zu stellen, bei Schwangeren ist eine Indikation in aller Regel nicht gegeben. Des Weiteren sollte bedacht werden, dass die eingesetzte Technik darauf beruht, dass die Strahlung den Körper verlässt. Je nach verwendetem Radionuklid sollte also in den ersten 24 bis 48 Stunden nach der Untersuchung allzu enger Kontakt zu Schwangeren, Kindern und Jugendlichen vermieden werden.

## Ähnliche Verfahren
- Positronen-Emissions-Tomografie (PET)
- Single Photon Emission Computed Tomography (SPECT)